# 11007 Granahan
11007 Granahan è un asteroide della fascia principale. Scoperto nel 1980, presenta un'orbita caratterizzata da un semiasse maggiore pari a 2,2348226 UA e da un'eccentricità di 0,1373626, inclinata di 3,19720° rispetto all'eclittica.